# Zesdaagse van New York

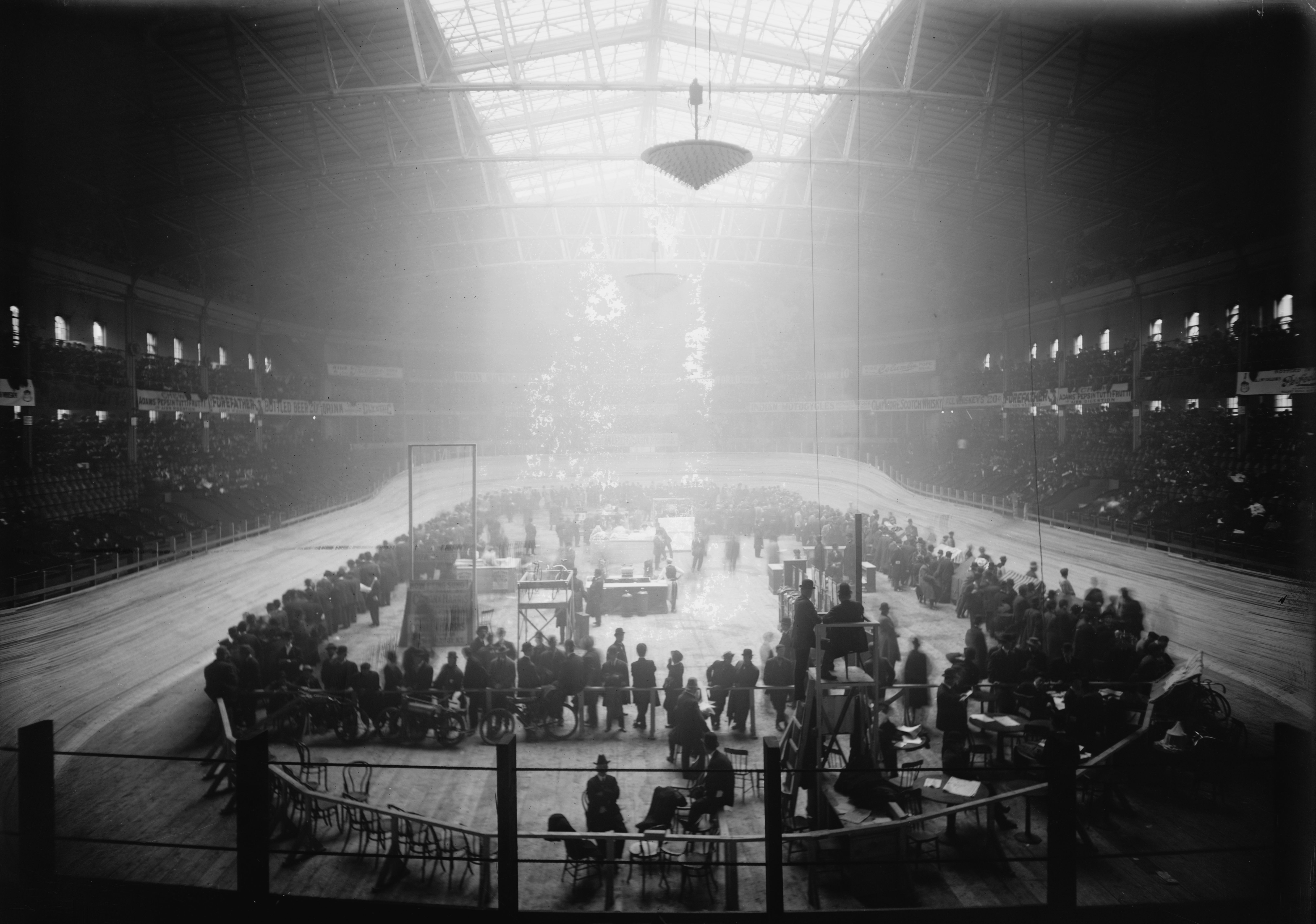
de Zesdaagse van New York in 1908

De Zesdaagse van New York was een zesdaagse wielerwedstrijd die werd gehouden tot 1961 en waarvan de geschiedenis teruggaat tot het jaar 1887.
De eerste zesdaagsen die in New York werden gehouden waren in 1887, 1893 en 1896, maar deze werden niet met koppels, maar als individuele wedstrijd gereden en waren niet officieel erkend. De eerste editie die wel werd erkend, vond plaats in 1899 in het Madison Square Garden. Deze zesdaagse werd gewonnen door het Amerikaanse koppel Charles Miller en Frank Waller. Na dit eerste jaar werd deze wedstrijd ononderbroken gehouden tot 1939. Geleidelijk kwam ze bekend te staan als "the Madison".
Na de Tweede Wereldoorlog werd de draad weer opgepakt in 1948, maar het succes van vroeger werd niet meer gehaald. In 1950 werd voorlopig de laatste zesdaagse gehouden. In 1959 en 1961 werd nogmaals een poging gedaan, maar zonder succes. In 1961 werd definitief besloten om niet verder te gaan om deze zesdaagse te organiseren. 
In totaal werden zeventig edities verreden. Dit grote aantal werd mede bereikt omdat van 1920 tot 1949 jaarlijks twee of zelfs in enkele gevallen drie edities werden gehouden. Met dit aantal van zeventig neemt de zesdaagse van New York, na Berlijn en Gent, nog steeds de derde plaats in op de lijst van meest verreden zesdaagsen.
De wielerbaan in het Madison Square Garden was een houten indoorbaan met een lengte van 167 meter.
Het record van meeste overwinningen in de zesdaagse van New York wordt gehouden door de Australische renner Alfred Goullet en de Italiaanse renner Franco Giorgetti, beiden met acht overwinningen.
Het onderdeel koppelkoers bij het baanwielrennen heeft de benaming "madison" te danken aan het stadion, omdat hier de allereerste wedstrijd in dit onderdeel is verreden tijdens een van de zesdaagsen.

## Lijst van winnende koppels
| jaar   | koppel                                                  |
| ------ | ------------------------------------------------------- |
| 1961   | Oskar Plattner (Zwi) – Armin von Büren (Zwi)            |
| 1959   | Ferdinando Terruzzi (Ita) – Leandro Faggin (Ita)        |
| 1950   | Ferdinando Terruzzi (Ita) – Severino Rigoni (Ita)       |
| 1949-2 | Reginald Arnold (Aus) – Alfred Strom (Aus)              |
| 1949-1 | Hugo Koblet (Zwi) – Walter Diggelmann (Zwi)             |
| 1948-3 | Alvaro Giorgetti (Fra) – Cesare Moretti (VS)            |
| 1948-2 | Emile Bruneau (Bel) – Louis Saen (Bel)                  |
| 1948-1 | Alvaro Giorgetti (Fra) – Angelo de Bacco (Ita)          |
| 1939-2 | Cesare Moretti (VS) – Cecil Yates (VS)                  |
| 1939-1 | William Peden (Can) – Douglas Peden (Can)               |
| 1938   | Gustav Kilian (Dui) – Heinz Vopel (Dui)                 |
| 1937-2 | Gustav Kilian (Dui) – Heinz Vopel (Dui)                 |
| 1937-1 | Jean Aerts (Bel) – Omer de Bruycker (Bel)               |
| 1936-2 | Jim Walthour (VS) – Alfred Crossley (VS)                |
| 1936-1 | Gustav Kilian (Dui) – Heinz Vopel (Dui)                 |
| 1935-2 | Gustav Kilian (Dui) – Heinz Vopel (Dui)                 |
| 1935-1 | Franco Giorgetti (Ita) – Alfred Letourneur (Fra)        |
| 1934-2 | Gerard Debaets (Bel) – Alfred Letourneur (Fra)          |
| 1934-1 | Marcel Guimbretiere (Fra) – Paul Broccardo (Fra)        |
| 1933-2 | William Peden (Can) – Alfred Letourneur (Fra)           |
| 1933-1 | Gerard Debaets (Bel) – Alfred Letourneur (Fra)          |
| 1932-2 | William Peden (Can) – Fred Spencer (VS)                 |
| 1932-1 | William Peden (Can) – Reginald Mac Namara (VS)          |
| 1931-2 | Marcel Guimbretiere (Fra) – Alfred Letourneur (Fra)     |
| 1931-1 | Marcel Guimbretiere (Fra) – Alfred Letourneur (Fra)     |
| 1930-2 | Paul Broccardo (Fra) – Franco Giorgetti (Ita)           |
| 1930-1 | Gerard Debaets (Bel) – Gaetano Belloni (Ita)            |
| 1929-2 | Dave Lands (VS) – Willy Grimm (VS)                      |
| 1929-1 | Gerard Debaets (Bel) – Franco Giorgetti (Ita)           |
| 1928-2 | Franco Giorgetti (Ita) – Fred Spencer (VS)              |
| 1928-1 | Gerard Debaets (Bel) – Franco Giorgetti (Ita)           |
| 1927-2 | Fred Spencer (VS) – Charley Winter (VS)                 |
| 1927-1 | Reginald Mac Namara (VS) – Franco Giorgetti (Ita)       |
| 1926-2 | Reginald Mac Namara (VS) – Pietro Linari (Ita)          |
| 1926-1 | Reginald Mac Namara (VS) – Franco Giorgetti (Ita)       |
| 1925-2 | Gerard Debaets (Bel) – Pierre Goossens (Bel)            |
| 1925-1 | Fred Spencer (VS) – Bob Walthour jr. (VS)               |
| 1924-2 | Maurice Brocco (Fra) – Marcel Buysse (Bel)              |
| 1951   | Emile Carrara (Fra) – Guy Lapebie (Fra)                 |
| 1924-1 | Reginald Mac Namara (VS) – Piet van Kempen (Ned)        |
| 1923-2 | Ernest Kockler (VS) – Percy Lawrence (VS)               |
| 1923-1 | Alfred Goullet (Aus) – Alfred Grenda (Aus)              |
| 1922-2 | Alfred Goullet (Aus) – Gaetano Belloni (Ita)            |
| 1921-2 | Alfred Goullet (Aus) – Maurice Brocco (Fra)             |
| 1921-1 | Piet van Kempen (Ned) – Oscar Egg (Zwi)                 |
| 1920-2 | Ray Eaton (VS) – Harry Kaiser (VS)                      |
| 1920-1 | Alfred Goullet (Aus) – Jake Magin (VS)                  |
| 1921-2 | Alfred Goullet (Aus) – Maurice Brocco (Fra)             |
| 1921-1 | Piet van Kempen (Ned) – Oscar Egg (Zwi)                 |
| 1919   | Alfred Goullet (Aus) – Eddy Madden (VS)                 |
| 1918   | Reginald Mac Namara (VS) – Jake Magin (VS)              |
| 1917   | Alfred Goullet (Aus) – Jake Magin (VS)                  |
| 1916   | Marcel Dupuy (Fra)– Oscar Egg (Zwi)                     |
| 1915   | Alfred Hill (VS) – Alfred Grenda (Aus)                  |
| 1914   | Alfred Goullet (Aus) – Alfred Grenda (Aus)              |
| 1913   | Alfred Goullet (Aus) – Joe Fogler (VS)                  |
| 1912   | Walter Rütt (Dui)– Joe Fogler (VS)                      |
| 1911   | Jack Clark (Aus) – Joe Fogler (VS)                      |
| 1910   | Eddy Root (VS) – Jim Moran (VS)                         |
| 1909   | Walter Rütt (Dui) – Jack Clark (Aus)                    |
| 1908   | Floyd McFarland (VS) – Jim Moran (VS)                   |
| 1907   | Walter Rütt (Dui) – John Stol (Ned)                     |
| 1906   | Joe Fogler (VS) – Eddy Root (VS)                        |
| 1905   | Joe Fogler (VS) – Eddy Root (VS)                        |
| 1904   | Oliver Dorlon (VS) – Eddy Root (VS)                     |
| 1903   | Bob Walthour sr. (VS) – Ben Munroe (VS)                 |
| 1902   | George Leander (VS) – Floyd Krebs (VS)                  |
| 1901   | Bob Walthour sr. (VS) – Archie Mac Eachern (VS)         |
| 1900   | Floyd McFarland (VS) – Harry Elkes (VS)                 |
| 1899   | Charles Miller (VS) – Frank Waller (VS)                 |
| 1896   | Edward Hale (Gbr), individueel (niet officieel erkend)  |
| 1893   | Albert Schock (VS), individueel (niet officieel erkend) |
| 1887   | Albert Schock (VS), individueel (niet officieel erkend) |